# 李鶴林
李 鶴林（イ・ハンニム、朝鮮語: 이학림、1907年5月5日 - 1972年1月10日）は、日本統治時代の朝鮮および大韓民国の教育者、実業家、政治家。第2・3代韓国国会議員。
本貫は全州李氏。元内務部長官・国防部長官・国務総理署理の申性模は岳父。

## 経歴
忠北陰城出身。1937年清州公立農業学校卒。京城師範学校講習科卒業後、陰城普通学校の教員となった。その後はマンバン企業株式会社社長、中央沙果公社社長を務め、英国から帰国した義父の申性模が国防部長官になると政界入りした。1950年の第2代総選挙で陰城郡から無所属で当選し、在任中に朝鮮戦争で大きな被害を受けた陰城郡一帯の復旧事業に尽力した。1952年の釜山政治波動を機に自由党三友荘派に参加し、1954年の第3代総選挙で再選し、第3代国会国防委員会原綿事件調査委員・金昌龍中将狙撃事件調査特別委員会委員・都晋熙議員関連事件真相究明調査委員・国会国防委員会国防省所管予算案逐条審議小委員会委員などを務めた。しかし、1956年6月に他数名と共に自由党を離党した。自由党政権が四月革命で崩壊した後はソウル市麻浦区に居住し、5・16軍事クーデター以後は自由党勢力の再建を模索し、仮称再建党に参加した。1963年以降は青友会忠北組織委員、反軍政勢力である汎野党の民政党結党発起人を務め、中央飼料公社社長、株式会社三興社鉱業会長、韓国海洋開発株式会社会長などを歴任した。
1972年1月10日、脳溢血のためソウル市西大門区の自宅で死去。享年61。

## エピソード
朝鮮戦争の再建事業では特に同郷の憲兵司令官・陸軍准将の崔慶禄と協力し、米軍援助物資の無償支援を受けて陰城警察署などの公共建物を再建した。
1955年4月、軍需用原綿の不正処理事件である原綿事件の調査のための国会国防委員会調査委員に任命された。